# Лойминский сельсовет
Лойминский сельсовет — административно-территориальное образование и упразднённое муниципальное образование (сельское поселение 2010—2014 гг.) в Сокольском районе Нижегородской области России.
Административный центр — село Георгиевское.

## История
Согласно результатам проведенного в марте 2009 года референдума по вопросу объединения сельских поселений и Закону Нижегородской области от 11 августа 2009 года (№ 119-З) произведено объединение сельсоветов Сокольского района: с 01.01.2010 года Березовский сельсовет, Гарский сельсовет, Георгиевский сельсовет, Дресвищинский сельсовет, Заболотновский сельсовет Сокольского района объединены в Лойминский сельсовет

## Населённые пункты
Согласно Закону Нижегородской области от 11 августа 2009 года (№ 119-З) в состав сельсовета входят:
- села: Георгиевское (административный центр), Бочкари, Быково, Воскресенье, Гари, Стрелка.
- деревни: Абакумово, Аверино, Аксеново, Андреевка, Афонино, Бабье, Балуево, Белынь, Беляевка, Беляево, Беляиха, Беляйцево, Березово, Бессоново, Богданово, Боженки, Болваницы, Болотково, Боровково, Боталово, Бочкари, Боярское, Бурмакино, Быково, Векшино, Выделка, Вязовики, Галицкая, Ганино, Герасимово, Германиха, Голосово, Горохово, Горшки, Гузолово, Дейцево, Демаки, Деушиха, Долганово, Дресвищи, Дрябино, Еголево, Желудиха, Жиделиха, Заболотное, Затвердяево, Зубариха, Зубово, Ильинское, Исаково, Ковернино, Кокорино, Колобовка, Копытово, Корноухово, Коровино, Косоурка, Костериха, Кострово, Круты, Кужемячиха, Кузино, Ловыгино, Лысеево, Лягайцево, Макарово, Маракушино, Мармыжево, Меленки, Митинская, Молчаново, Мостовка, Мутовкино, Никольское, Овсяники, Парниково, Перевесное, Пестово, Поплевино, Рамешки, Резаново, Решетники, Ряполиха, Сельское, Сенники, Сидорово, Содомово, Соличное, Солунино, Старцево, Стрелка, Таратыщево, Тренино, Ушибиха, Фатеево, Федорово, Фефелиха, Хмелевка, Хойлово, Хухарево, Чечетки, Шилыхово, Ширмакша, Шкулево, Щипакино, Щипаново, Якунькино, Яндовищи, Ямное.